# Gabrielle Thomas
Gabrielle „Gabby“ Thomas (geboren am 7. Dezember 1996 in Atlanta, Georgia) ist eine US-amerikanische Sprinterin. Sie wurde Olympiasiegerin über 200 Meter sowie mit der 4-mal-100-Meter-Staffel und der 4-mal-400-Meter-Staffel der Vereinigten Staaten bei den Olympischen Spielen 2024 in Paris.

## Sportliche Laufbahn
Thomas wurde von Allyson Felix zum Sprinten inspiriert, nachdem sie diese im Fernsehen bei den U.S. Olympic Trials gesehen hatte. Von 2016 bis 2018 war Thomas in der National Collegiate Athletic Association für das Leichtathletikteam der Harvard University aktiv, bevor sie begann, eine professionelle Karriere zu verfolgen. In ihren drei Saisons am College gewann sie über 100 und 200 Meter sowie im Weitsprung und im Dreisprung insgesamt 22 Titel in der Ivy League. Seit 2018 hat Thomas einen Profivertrag mit New Balance.
Bei den U.S. Olympic Trials 2021 in Eugene, Oregon, gewann Thomas über 200 Meter mit einer Zeit von 21,61 s und qualifizierte sich damit für die Olympischen Spiele in Tokio. Damit lief sie die Weltjahresbestleistung sowie die drittschnellste Zeit, die auf dieser Distanz jemals von einer Frau gelaufen worden war. Lediglich Florence Griffith-Joyner absolvierte die 200 Meter zweimal schneller. Bei den Olympischen Spielen gewann Thomas hinter Elaine Thompson-Herah und Christine Mboma mit einer Zeit von 21,87 s über die 200 Meter Bronze. Anschließend gewann sie zusammen mit Javianne Oliver, Teahna Daniels und Jenna Prandini Silber mit der 4-mal-100-Meter-Staffel der Vereinigten Staaten.
Aufgrund einer Oberschenkelverletzung verpasste Thomas die Weltmeisterschaften 2022 in den Vereinigten Staaten. Im Juli stellte sie bei den US-amerikanischen Meisterschaften 2023 mit 21,60 s im Finale über 200 Meter eine neue persönliche Bestleistung sowie die Weltjahresbestleistung auf. Bei den Weltmeisterschaften 2023 in Budapest gewann sie Gold mit der 4-mal-100-Meter-Staffel der Vereinigten Staaten und Silber über 200 Meter.
Bei den Olympischen Spielen 2024 in Paris siegte Thomas beim 200-Meter-Sprint am 6. August 2024 mit einer Zeit von 21,83 s. Zudem gewann sie auch Gold mit der 4-mal-100-Meter-Staffel und der 4-mal-400-Meter-Staffel der Vereinigten Staaten.

## Persönliches
Thomas wuchs in Florence, Massachusetts auf und studierte Neurobiologie sowie Global Health an der Harvard University, wo sie 2019 ihren Abschluss machte. Anschließend zog sie nach Austin in Texas, um sich dort einer von Tonja Buford-Bailey geleiteten Trainingsgruppe schwarzer Frauen anzuschließen. Im Mai 2021 wurde bei Thomas ein Tumor an der Leber entdeckt, der sich kurz vor den Olympic Trials 2021 als gutartig herausstellte. Sie absolvierte einen Masterstudiengang im Fach Epidemiologie an der University of Texas at Austin und schloss diesen im Mai 2023 erfolgreich ab.

## Persönliche Bestleistungen
- 100 Meter: 11,00 s (+0,8 m/s), U.S. Olympic Trials 2021
- 200 Meter: 21,60 s (−0,4 m/s), US-amerikanische Meisterschaften 2023
- 400 Meter: 49,14 s, Kingston 2025